# Haruka elegans
Haruka elegans är en tvåvingeart som beskrevs av Toyohi Okada 1938. Haruka elegans ingår i släktet Haruka och familjen tjockribbsmyggor. Inga underarter finns listade i Catalogue of Life.